# أواكهيفين
أواكهيفين (بالإنجليزية: Oakhaven, Arkansas)‏ هي مدينة تقع في مقاطعة هيمبستيد، أركنسو بولاية أركنساس في الولايات المتحدة. تبلغ مساحة هذه المدينة 0.1 (كم²)، وترتفع عن سطح البحر 110 م، بلغ عدد سكانها 63 نسمة في عام 2010 حسب إحصاء مكتب تعداد الولايات المتحدة.

## وصلات خارجية
- The US50 - Cities and Towns in Arkansas State
- 2012 United States Census Estimate